# دژنگسک ویلکی
دژنگسک ویلکی (به لهستانی:  Drzeńsk Wielki) یک روستا در لهستان است که در گمینا گوبین واقع شده‌است.